# Roßthal (Dresden)
Roßthal ist ein Stadtteil im Südwesten der sächsischen Landeshauptstadt Dresden. Er liegt am Stadtrand in der gleichnamigen Gemarkung, die zum Stadtbezirk Cotta gehört.

## Geografie
Roßthal befindet sich 5 km südwestlich des Dresdner Stadtzentrums, der Inneren Altstadt, am Übergang des Elbtalkessels zum Meißner Hochland beziehungsweise zu den Erhebungen am Rand des Döhlener Beckens. Es liegt am recht flachen Tal des Roßthaler Baches, der hier seinen Ausgang nimmt und nach Osten durch Naußlitz und Löbtau zur Weißeritz fließt. Insgesamt steigt das Gelände in Richtung Südwesten zum Jochhöh hin stetig an.
Benachbarte Gemarkungen sind die anderen Dresdner Stadtteile Gorbitz im Norden, Wölfnitz im Nordosten, Naußlitz im Osten und Dölzschen im Süden. Im Westen grenzt entlang der Stadtaußengrenze Dresdens bereits die zu Freital gehörige Ortschaft Pesterwitz an. Die Gemarkung Roßthal gehört zum statistischen Stadtteil Naußlitz.
Der Ortskern an der Straße Altroßthal, die zu beiden Seiten des Roßthaler Bachs verläuft und an der nur ein großes Bauerngehöft erhalten blieb, liegt in einer Höhe von 210 m ü. NN. Etwas höher und weiter nördlich steht das Schloss Roßthal. Weite Teile besonders im Süden von Roßthal sind unbebaut. Nördlich von Altroßthal befindet sich – teils auf Roßthaler, teils auf Gorbitzer Flur – die Siedlung Neunimptsch.
Die wichtigste Straße des Stadtteils Roßthal ist die Saalhausener Straße, die von Pesterwitz nach Löbtau führt. Von ihr zweigen die Kaufbacher, die Neunimptscher Straße, die Straße Altroßthal sowie die Straße Jochhöh ab. Über die Roßthaler Flur verläuft außerdem die A 17; nur 500 m südlich des Ortskerns befindet sich die westliche Einfahrt des Dölzschener Tunnels.
Das einzige öffentliche Verkehrsmittel, das den Stadtteil anfährt, ist die Buslinie 90 der Dresdner Verkehrsbetriebe, die Roßthal mit Löbtau und Altfranken verbindet.

## Geschichte

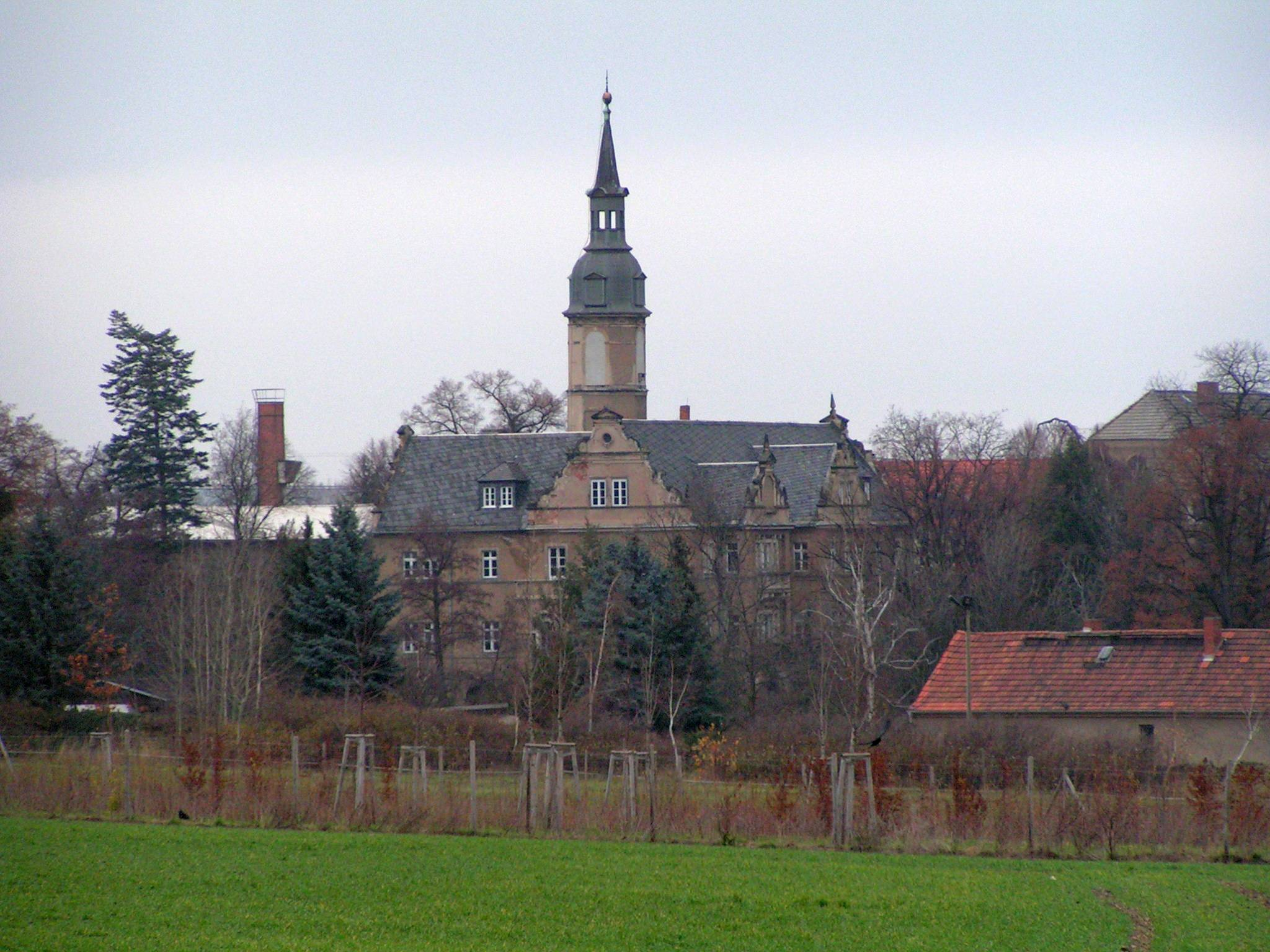
Schloss Roßthal

Der Ortsname Roßthal ist, ähnlich wie im Falle des in der Nähe gelegenen Stadtteils Gittersee, trotz seines Klanges vermutlich nicht germanischen Ursprungs. Über die genaue Herleitung aus den slawischen Sprachen gibt es jedoch verschiedene Ansätze. Wahrscheinlich leitet sich die Bezeichnung von roszdel ab, einem altsorbischen Wort für Zerteilung, Gabelung, was sich auf die örtlichen Gegebenheiten eines sich aufspaltenden Tals beziehen könnte. Möglich ist aber auch, dass sie auf Rostyl, den Personennamen eines slawischen Lokators, zurückgeht; auch viele andere Dresdner Stadtteile sind nach Kolonistenführern benannt worden. Weitgehend ausgeschlossen werden kann ein Bezug zur heiligen Rosalia, obgleich er bereits im Jahre 1862 vermutet und im frühen 20. Jahrhundert teils wieder aufgegriffen wurde. Bei den Übersetzungen als Rosaliental oder Pferdetal handelt es sich um Volksetymologien.
Erstmals erwähnt wird Roßthal in einer Urkunde vom 1. Dezember 1319 als Rostyl. Entwickelt hat sich der Ortsname über recht viele Stationen. Im 14. und 15. Jahrhundert wird das Dorf nacheinander als Rostel, Rostil, Rustil und Rostal genannt. Taucht der Ort 1570 noch als Roßlenn auf, heißt er zwei Jahrzehnte später Röstel oder wird auf einer Landkarte als Rosenthal gedeutet. Im Jahre 1618 heißt er gar Fröstel, 1629 dann Rößel. Erst 1675 taucht mit Roßthall erstmals in etwa die heutige Form auf.
Das Dorf Roßthal entstand als Platzdorf und war mit einer Block- und Streifenflur ausgestattet. Eingepfarrt war und ist es ins benachbarte Kirchdorf Pesterwitz; seine Einwohner betrieben als Haupterwerb die Landwirtschaft. Zunächst befand sich Roßthal im Besitz des Domkapitels von Meißen, was in einer Urkunde vom 16. Februar 1350 durch den damaligen König und späteren Kaiser Karl IV. bestätigt wurde. In einer weiteren Urkunde vom 1. November 1364 befreit Markgraf Friedrich der Strenge einen Meißner Domherrn lebenslang von allen Steuern, die dieser für seinen Besitz Roßthal zu erbringen hatte. Während der Hussitenkriege wurde Roßthal schwer in Mitleidenschaft gezogen. Um 1468 gehörte es einem Meister Hartungk. Am 20. Oktober 1500 kam es in Roßthal zu einer Geburt Siamesischer Zwillinge, die nur wenige Tage später starben. Aus der Zeit um 1560 haben sich zwei alte Ofenplatten aus Roßthal erhalten. Im Jahre 1621 wurde eine Röhrfahrt von den Roßthaler Quellen, zum Beispiel der Rosalienquelle, zum Dresdner Residenzschloss verlegt, das auf diese Weise bis 1848 sein Trinkwasser bezog.
Auch nach der Reformation im Kurfürstentum Sachsen gehörte Roßthal vorerst zum Besitz des jeweiligen, nunmehr evangelischen Dompropstes von Meißen, musste als Lehen von diesem jedoch 1628 an den kurfürstlichen Kammerdiener Johann Ullmann übergeben werden, in welchem Zusammenhang es auch durch Johann Georg I. zum Rittergut erhoben und von allen Frondiensten entbunden wurde. Nach dem Tode Ullmanns bekam die Familie von Krahe durch Johann Georg II. die Grundherrschaft übertragen. Im Jahre 1657 ließ Alexander von Krahe das Schloss Roßthal als Herrenhaus des Ritterguts errichten.
Zwischen 1736 und 1819 gehörte das Gut Roßthal dem schlesischen Adelsgeschlecht von Nimptsch. Carl Siegismund von Nimptsch, ab 1763 der Direktor der Porzellanmanufaktur Meißen, ließ um 1742 das Schloss beispielsweise durch eine Turmerhöhung erweitern und den Roßthaler Schlosspark entsprechend dem Zeitgeschmack umgestalten. Teile davon wurden bereits 1758 im Siebenjährigen Krieg durch österreichische Truppen im Zusammenhang mit dem Versuch wieder zerstört, Dresden nach der für sie positiv verlaufenen Schlacht bei Hochkirch einzunehmen. Erhalten geblieben sind eine Einsiedelei und ein sandsteinernes Tor. Der Sohn Carl Siegismunds, Günter Karl Albrecht von Nimptsch, ließ um 1785 im Norden der Roßthaler Flur abseits des Dorfkerns die Drescherhäuser anlegen, die zu den Vorläufern der Siedlung Neunimptsch gehören und sicherstellen sollten, dass genügend Arbeitskräfte für das Gut in der Gegend ansässig waren. Während der Schlacht um Dresden 1813 war Roßthal Schauplatz mehrerer Gefechte, entging aber der Zerstörung. Nachdem 1816 die Knappschaftskasse eingeführt worden war und die Gemeinden somit nicht mehr vollständig für arbeitsunfähige Bergleute aufkommen mussten, durften sich auch Bergarbeiter aus dem benachbarten Bergbaurevier im Döhlener Becken ansiedeln.

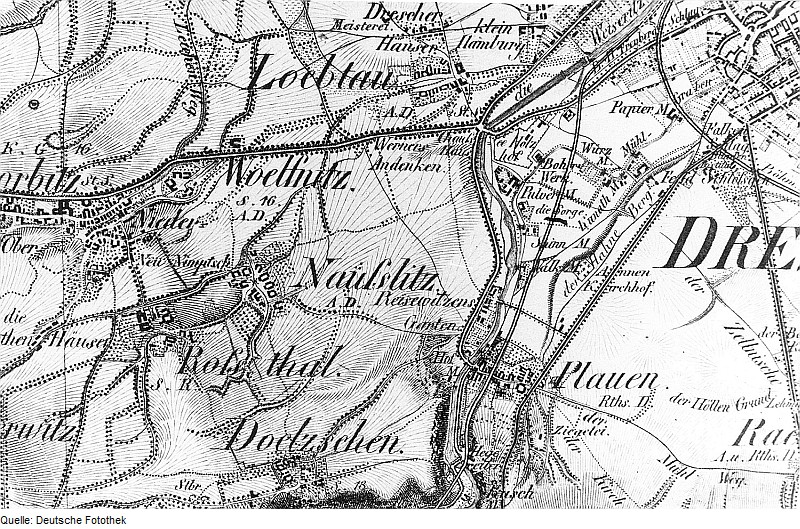
Roßthal und benachbarte Dörfer auf einer Karte von 1821

Nach 1819 kam es zu häufigeren Besitzerwechseln. Zunächst gehörte das Rittergut einer Frau von Dallwitz, ab 1823 dann dem Kaufmann Johann Heinrich Mertz. Es umfasste damals eine Fläche von 224 ha und blieb auch nach der Einführung der neuen Landgemeindeordnung 1838 selbstständig und ohne Gemeinderat. Nach dem Suizid seines Besitzers 1841 wurde es zwangsversteigert und im Dezember 1842 von Carl Hermann Freiherr von Watzdorf, dem Sohn Karl von Watzdorfs, für 52.200 Taler erworben, der zwei Jahre später neben dem Schloss ein Wirtschaftsgebäude bauen ließ. Ab 1845 gehörte das Rittergut für zwei Jahre Karl Moritz von Wolffersdorf, dem Postmeister am Dresdner Hof; anschließend befand es sich 1847 im Besitz des Ulanenleutnants von Brachewitz und ab 1848 von Georg Moritz Hübel.
Der Eigentümer ab dem 1. April 1852 war Carl Friedrich August Dathe von Burgk, Besitzer der Freiherrlich von Burgker Steinkohlen- und Eisenhüttenwerke in Freital-Burgk; seiner Familie unterstand das Gut bis zur Enteignung 1945. Unter der Leitung des Dresdner Oberlandbaumeisters Karl Moritz Haenel erfuhr das Schloss 1858/59 einen Umbau im Stil der Neorenaissance. Carl Friedrich August Maximilian Freiherr Dathe von Burgk, der Enkel Carl Friedrich Augusts, zog nach 1897 jedoch ein Leben auf Schloss Schönfeld bei Großenhain vor. Im Jahr 1906 wird das Gut, nicht aber das Herrenhaus, bis 1945 an Max Gneist verpachtet; außerdem wird eine Ziegelei eingerichtet.
Am 1. April 1918 vereinigten sich die Gemeinden Roßthal und Neunimptsch zur Gemeinde Roßthal, die mit Wirkung vom 1. Januar 1923 nach Dölzschen eingemeindet wurde und mit diesem einen gemeinsamen Schulbezirk bildete. Oswine Marie Ella Adele von Hagen, die Tochter Carl Friedrich August Maximilians, verpachtete ab dem 1. Januar 1933, ein reichliches Jahr nach dessen Tod, das Schloss an das Katholische Josephinenstift in Dresden, dessen Leitung seit 1923 die Schwestern von Jesus-Maria innehatten. Am 17. April 1945, beim letzten der großen Luftangriffe auf Dresden, entging das Schloss Roßthal nur knapp seiner Zerstörung.
Nach dem Ende des Zweiten Weltkriegs wurde es enteignet; der Grundbesitz diente als Stadtgut der Stadt Dresden bis 1949 der Versorgung der Sowjetarmee und danach als Teil des VEG Gartenbau Pesterwitz als volkseigene landwirtschaftliche Nutzfläche. Im Juli 1949 wurde dann schließlich auch dem Damenstift gekündigt, da das Schloss als Teil des Ritterguts in die damalige Bodenreform einbezogen wurde. Anschließend wurde es zeitweise als Landesverwaltung der Volkseigenen Güter (VVG) genutzt; sein Inventar fiel zum Teil der Zerstörungswut kommunistischer Kulturvandalen zum Opfer. Später wurde im Schloss eine agrarwissenschaftliche Berufsschule eingerichtet, die hier bis in die Gegenwart besteht und in Sporbitz eine Außenstelle unterhielt. Auch der Sitz des Wissenschaftlichen Zentrums der Abteilung Landwirtschaft und Nahrungsgüterwirtschaft im Rat des Bezirkes Dresden befand sich vor 1989 in der Nähe. Dazu kam noch eine Außenstelle des VEG Mast-Kombinat Dresden mit einer angeschlossenen Quarantänestation. Dies trug dazu bei, dass sich Roßthal bis heute seinen dörflichen Charakter erhalten konnte.

## Einwohnerentwicklung
| Jahr | Einwohner                    |
| ---- | ---------------------------- |
| 1547 | 9 besessene Mann             |
| 1764 | 12 besessene Mann, 2 Gärtner |
| 1834 | 174                          |
| 1871 | 209                          |
| 1890 | 206                          |
| 1910 | 259                          |